# Schloss Gliwice

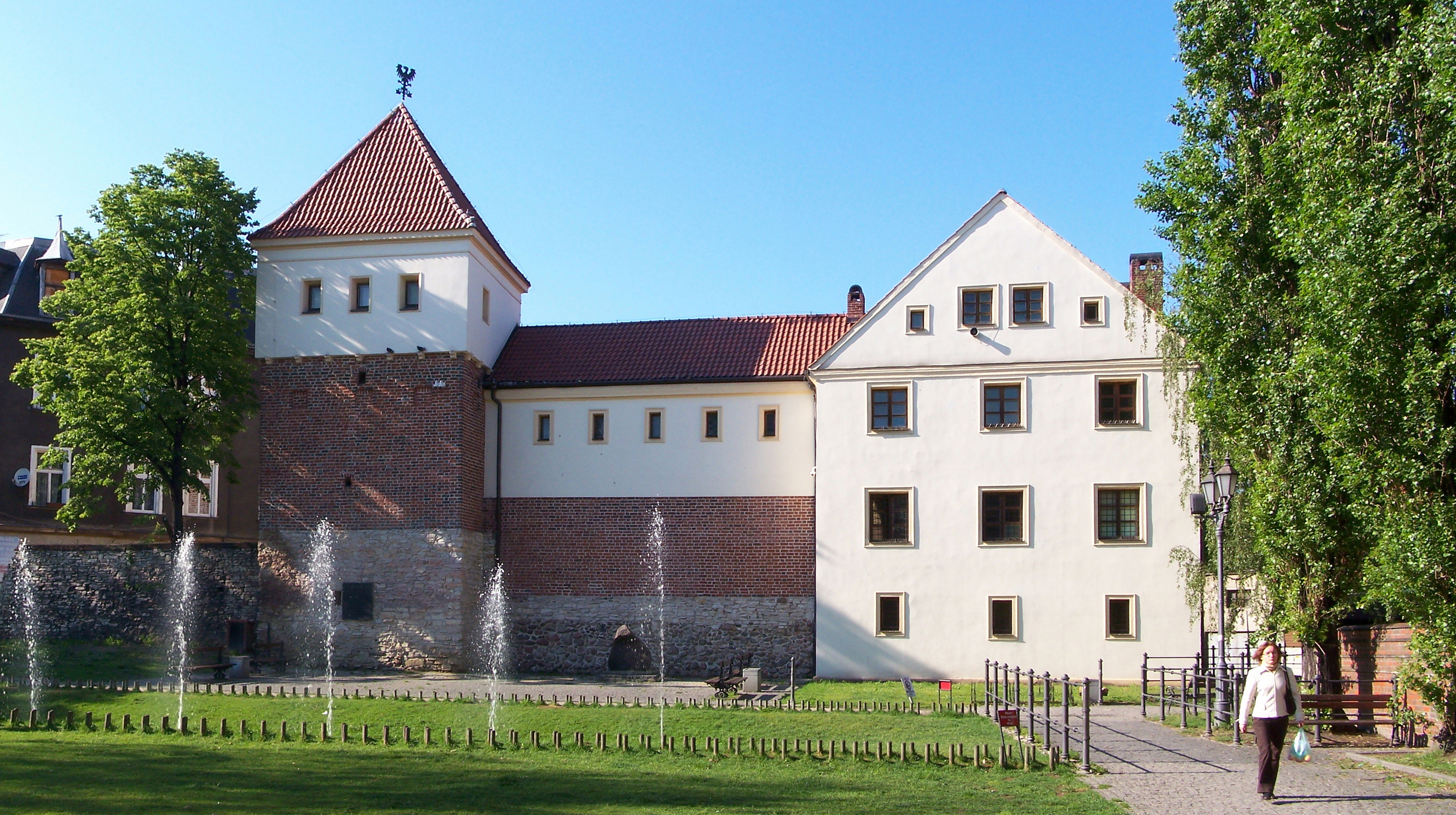
Das Schloss (bis 1945 Zetritzhof)

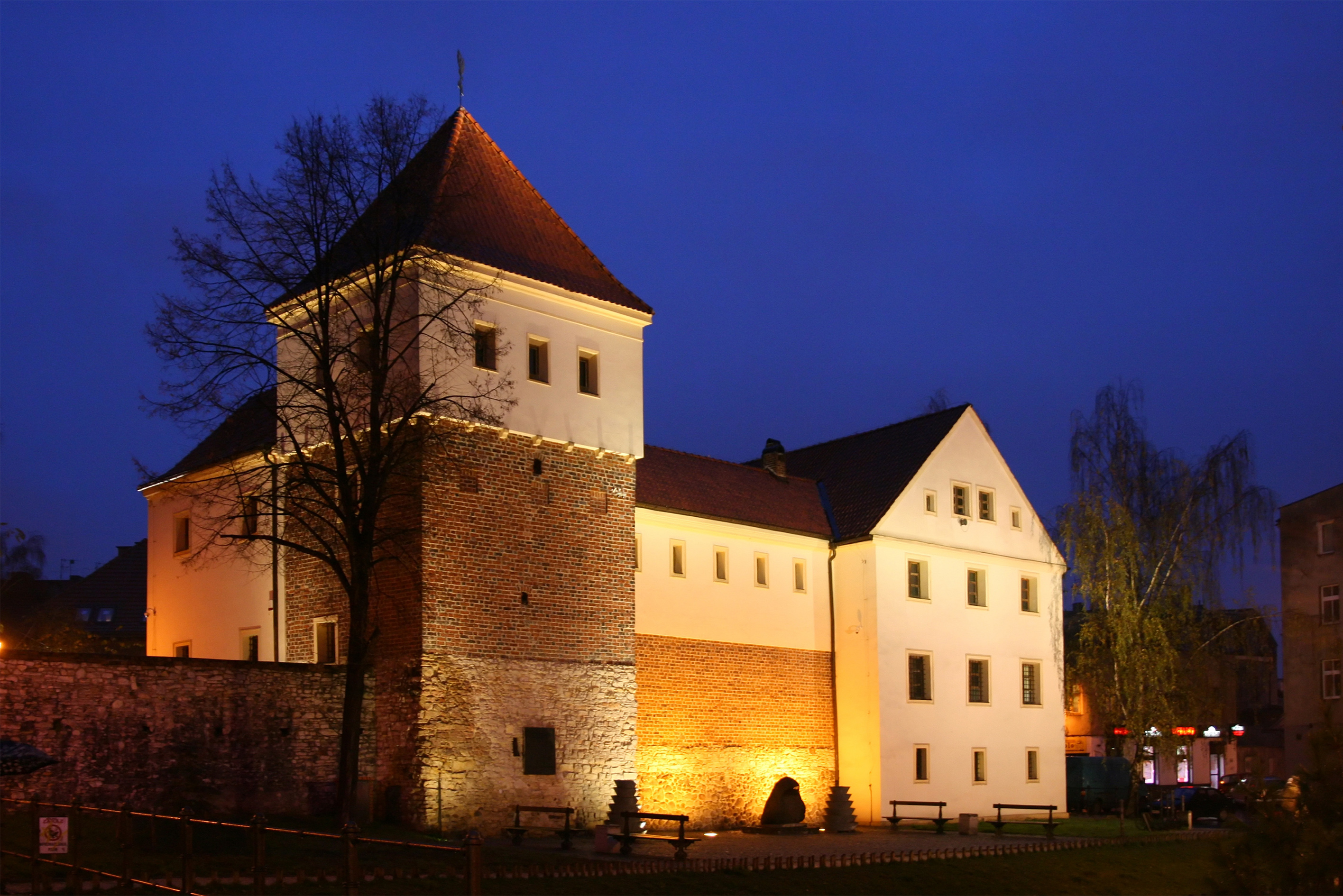
Das Gebäude bei Nacht

Der frühere Zetritzhof, heute. Piasten-Schloss in Gliwice (Gleiwitz) genannt, befindet sich am Rand der Altstadt in der Pod-Murami-Straße und ist heute Teil des Museums in Gliwice.
Vor 1945 war es als Stockhaus (Gefängnis) bekannt. Das heute auch als Piastenschloss bezeichnete Gebäude ist tatsächlich jedoch kein Schloss gewesen und befindet sich wahrscheinlich auch nicht an der Stelle der Residenz der Herzöge von Gleiwitz.

## Geschichte
Die Ursprünge des Gebäudes gehen auf die Stadtmauer zurück, die im 14. Jahrhundert errichtet wurde. Ein Teil dieser Mauer (noch heute erkennbar) wurde in das Gebäude einbezogen, als diese und ein Wehrturm zur Residenz des Stadtherrn Friedrich von Czettritz (Zetritz) ausgebaut wurden. Das gotische Gebäude aus Stein und Ziegeln wurde im 16. Jahrhundert errichtet. Später diente das Schloss auch als Zeughaus, Gefängnis und Bauernhof. Ende der 1950er Jahre wurde das Schloss saniert, umgebaut und erhielt einen Turm und ist seit 1959 Teil des Museums in Gliwice.

## Abteilung Schloss des Museums in Gliwice
Die Abteilung Schloss beherbergt die Abteilung für Archäologie und die Abteilung für Geschichte. Im Museum befinden sich die archäologische und die historische Dauerausstellung, die sich mit der Urgeschichte des Gleiwitzer Landes, der Geschichte von Gleiwitz und der Industrie in Gleiwitz um die Wende vom 19. ins 20. Jahrhundert beschäftigt. Auch Wechselausstellungen finden statt.